# 新桥镇 (长汀县)
新桥镇是中国福建省龙岩市长汀县下辖的一个镇。

## 概述
长汀县辖镇。1949年设第三区，1956年改新桥区，1958年建新桥公社，1984年改乡，1993年建镇。位于县境东北部，距县城14公里。面积 129.3平方公里，人口3.3万。长(汀)三(明)公路过境。辖新桥、叶屋、任屋、刘坊、廖家、余陂、江坑、罗坑、牛岗、湖口、石槽、李家、新店、潭复、石人、茜陂、岗头、鸳鸯、三坑口、樟树下20个村委会。农业主产水稻、小麦，兼产烟叶、甘蔗、茶叶、竹木。

## 行政区划
新桥镇共辖20个行政村，分别是：
新桥村、三坑口村、潭复村、刘坊村、石人村、江坊村、余陂村、叶屋村、鸳鸯村、茜陂村、岗头村、任屋村、牛岗村、湖口村、石槽村、廖家村、罗坑村、樟树村、新店村、李家村。